# Asteropsis
Asteropsis é um género botânico pertencente à família Asteraceae.
A autoridade do género é Less., tendo sido publicado em Synopsis Generum Compositarum.